# Kirby's Dream Land 3
Kirby's Dream Land 3, conhecido no Japão como Kirby of the Stars 3 (星のカービィ3, Hoshi no Kābī Surī), é um jogo de videogame produzido pela HAL Laboratory e publicado pela Nintendo para o Super Nintendo no ano de 1997 no Japão e em 1998 nos Estados Unidos. É o quinto jogo eletrônico de plataforma de Video game da série Kirby, sendo o terceiro jogo da serie Kirby's Dream Land.  Kirby's Dream Land 3 é também o último jogo lançado pela Nintendo para o Super Nintendo Entertainment System (fora do Japão), mas não é o jogo final a ser lançado nos Estados Unidos.
Foi relançado para o Virtual Console do Wii durante o ano de 2009 e pro Virtual Console do Wii U durante o ano de 2013, e em 2019 entrou no serviço Super Nintendo: Nintendo Switch Online.

## Jogabilidade
A jogabilidade de Kirby's Dream Land 3 é semelhante aos outros jogos, assim como as habilidade de Kirby. Kirby pode abaixar, pular, derrapar pelo chão, correr, voar (ao se inflar como um balão) assim como realizar seu movimento assinatura: sugar os inimigos. Kirby ao sugar os inimigos pode cuspi-los de volta como projéteis ou engoli-los. Normalmente, engolir não surtiria nenhum efeito, mas alguns inimigos específicos, ao serem absorvidos, darão seus poderes ao Kirby. A nova habilidade irá substituir a antiga habilidade de sugar com um ataque especial que varia de acordo com o inimigo engolido. Por exemplo, engolir a vassoura de uma bruxa irá permitir que Kirby a use.

### Aliados
Durante qualquer momento do jogo, Kirby pode invocar um tipo de gosma azul, chamado Gooey vista primeiramente em Kirby's Dream Land 2. Invocar a criatura irá custar a Kirby dois pontos de vida, que podem ser recuperados caso ele engula a gosma e a absorva, como faria com outros inimigos. Quando controlada pelo computador, a gosma irá copiar os movimentos realizados por Kirby, ajudando-o em sua aventura. A gosma possui as mesmas habilidades básicas de Kirby (pular, corre, voar, sugar) podendo até mesmo adquirir poderes especiais de inimigos por um certo período de tempo. A gosma pode ser também controlada por um segundo jogador.
Em adição à gosma azul, Kirby possui outros seis animais aliados, dos quais três já haviam sido introduzidos no jogo anterior. Essa mecânica permite que Kirby ganhe novas habilidades baseadas no aliado, assim como altera seus ataques especiais de maneira a trabalhar em equipe com o aliado.

## Historia
Em um dia tranquilo no Planeta Popstar, Kirby está curtindo a pesca com seu amigo Gooey. De repente, uma misteriosa nuvem escura começa a pairar sobre o céu, quebrando os anéis de Popstar no processo e alcançando os cantos distantes do mundo. Coo rapidamente diz a Kirby que Popstar está em apuros, e eles logo partem para proteger o mundo mais uma vez.
Existem dois finais para o jogo, com base em se o jogador coletou todas as Heart Stars (Coração de estrelas). Se o jogador não coletou todas as estrelas, Kirby e seus amigos lutam contra o Rei Dedede, que está possuído pela Matéria Escura. Uma vez que Dedede é derrotado uma vez, a Matéria Escura começa a se revelar, e Kirby deve lutar contra Dedede pela segunda vez consecutiva. Depois que a Matéria Escura é derrotada, Kirby e Gooey partem na jornada para casa, apenas para parar hesitantemente em vários pontos ao longo do caminho. No final dos créditos, a câmera se movimenta para se concentrar em uma enorme esfera sombreada com um enorme olho vermelho. Esta figura misteriosa é Zero, o líder final do Exército da Matéria Escura. Se o jogador tiver coletado todas as estrelas, o jogador passa a lutar contra Dedede normalmente. No entanto, a Matéria Escura então emerge e voa para a atmosfera, com Kirby em perseguição quente, armado com uma arma chamada Love-Love Stick (Vara do Amor-Amor), montada a partir de todas as Estrelas do Coração que ele coletou durante sua jornada. Após uma batalha climática com a Matéria Escura, o próprio Zero emerge, levando a uma longa e difícil batalha. Depois que Zero é derrotado, a paz é finalmente restaurada ao universo.

## Recepção e vendas
Kirby's Dream Land 3 teve recepção mista a positiva tanto da crítica quanto dos fãs. GameRankings deu à versão SNES uma pontuação agregada de 66,25% com base em quatro análises. IGN deu a Dream Land 3 uma análise bastante positiva do Virtual Console relançamento, "Não é Super Star. Mas depois de superar isso, você pode apreciar Dream Land 3 pelo que ele é - uma sequência direta e numerada - até a série que começou no Game Boy." Nintendo Life inicialmente deu ao jogo uma nota 6 de 10, criticando a falta de dificuldade, mas elogiando os gráficos estilizados. No entanto, um revisor diferente do mesmo site deu ao relançamento do Virtual Console uma nota 7 de 10, chamando Dream Land 3 uma "experiência de jogo adorável" e uma "sequência digna." IGN classificou o jogo em 62º lugar em seu "Top 100 SNES Games of All Time".